# Perniță plantară

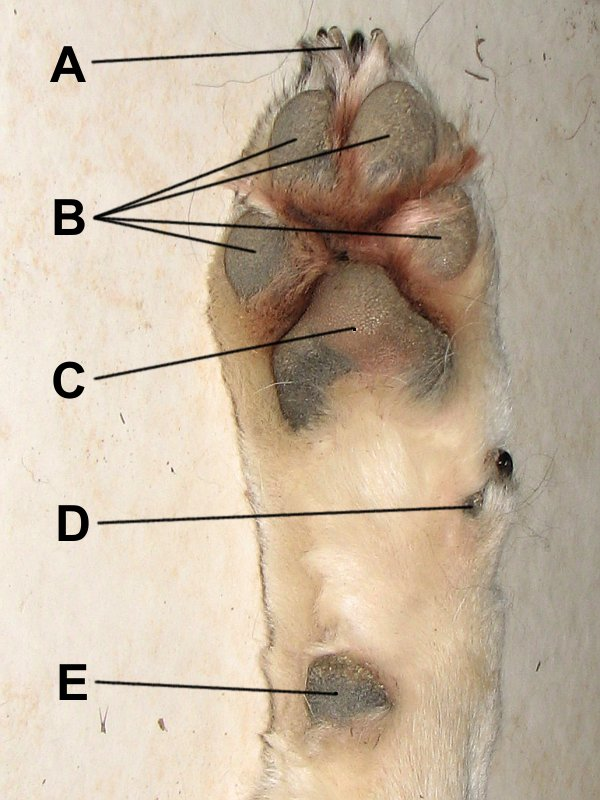
Pernițele labelor la câine. A - Gheare; B - Pernițele digitale; C - Perniță metatarsiană (Perniță plantară); D - Gheară rudimentară (Pintent); E - Perniță tarsiană

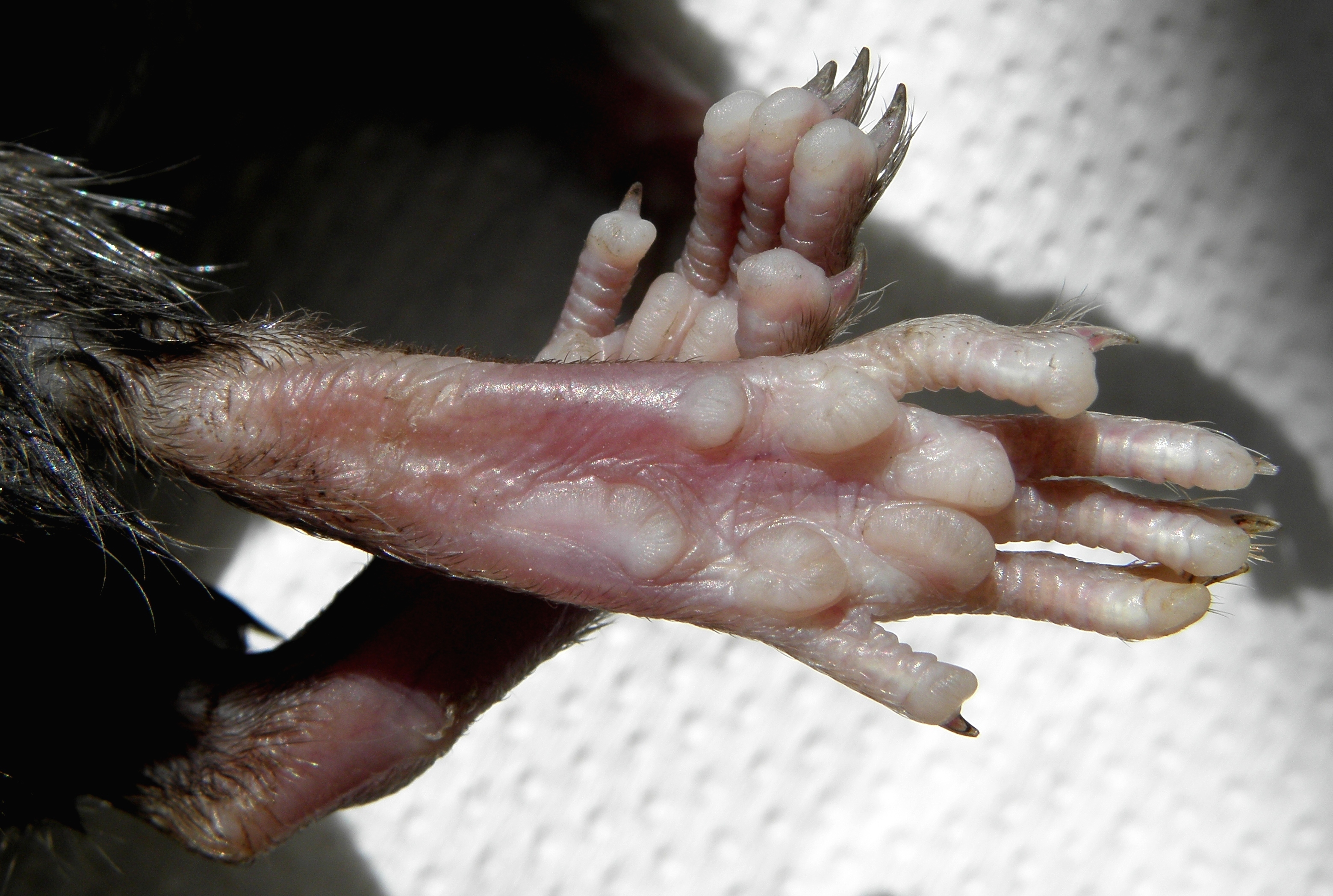
Șobolanul negru (Rattus rattus) pe tălpile labelor posterioare are 6 pernițe plantare - patru (pernițele interdigitale) dintre ele sunt situate între bazele degetelor și două (pernițele metatarsale) - posterior, în plus are și 5 pernițe digitale pe fețele ventrale ale falangelor terminale

Pernițele plantare, numite și cuzineți plantari, cuzinete plantare, cusinete plantare, torusurile plantare, pernitele tălpii, tuberculii plantari (în engleză toe pads, sole pads, plantar pads, palmar pads,  paw pads), sunt niște cornificări cărnoase și glabre pe talpa mamiferelor care au un rol protector, amortizant, izolant și odorant. Adeseori, asemenea pernițe cornificate se dezvoltă și pe partea ventrală a ultimelor falange, alcătuind pernițele digitale. De obicei, la speciile plantigrade, cu câte 5 degete, există 6 pernițe plantare; patru dintre ele sunt situate între bazele degetelor (pernițele interdigitale) și două - posterior (pernițe metatarsale), cum este cazul la chițcani și șobolanii de apă. Unele rozătoare au 5 pernițe plantare, bursucii - două, iar la toate mamiferele terestre - câte o perniță digitală  pe față ventrală a fiecărei falange terminale.
Pernițele plantare ajută la aderența pe suprafețele netede și lunecoase și amortizează șocurile. Deoarece în mers, contactul cu solul este realizat numai prin asemenea pernițe, ele sunt mai importante la speciile digitigrade (canide). Forma și dispoziția pernițelor, precum și numărul lor este, în unele cazuri, atât de caracteristică, încât constituie un criteriu ajutător la identificarea speciilor. Animal digitigrad, lupul calcă pe pernițele degetelor cu unghii puternice, care nu se retrag în teci ca la râs ori la pisica, de exemplu, altfel încât pe pământ moale sau pe zăpadă urma acestora rămâne clar imprimată. Pernițele tălpii lupului sunt mai înguste și mai lungărețe decât cele ale câinelui.

## Note bibliografice

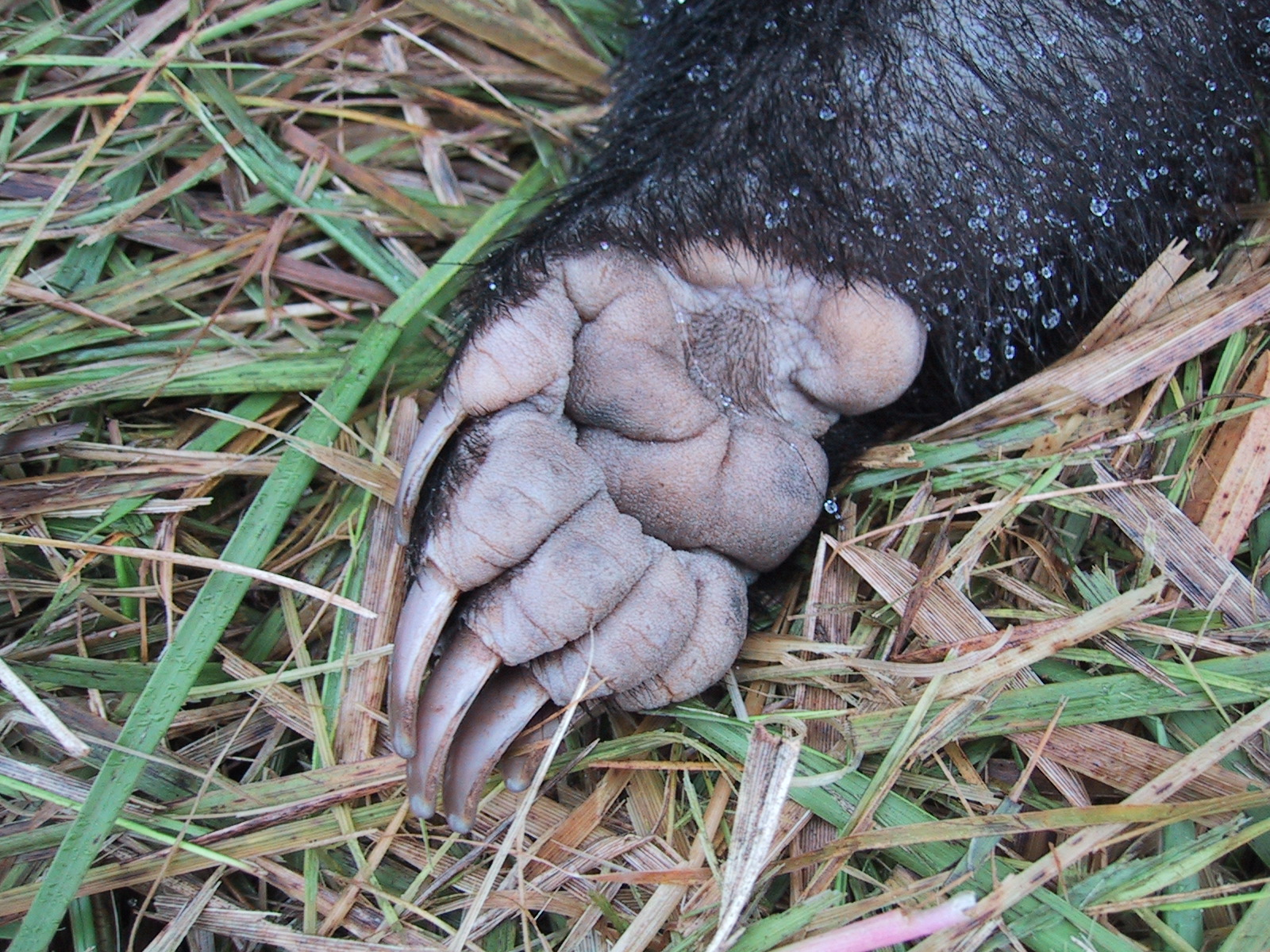
Bursucul are 2 pernițe plantare pe talpă și 5 pernițe digitale pe fețele ventrale ale falangelor terminale
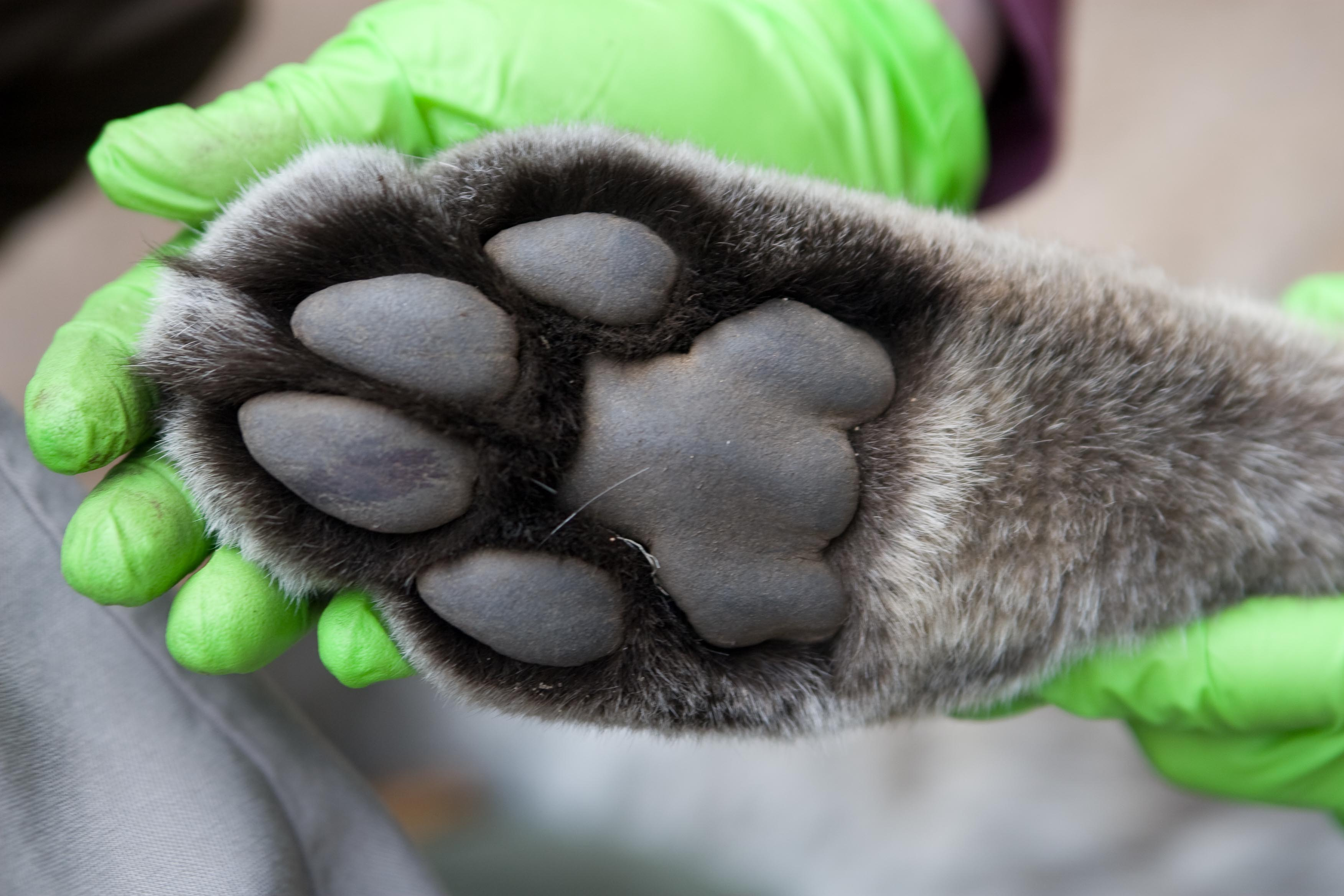
Puma are o perniță plantară pe talpă și 4 pernițe digitale pe fețele ventrale ale falangelor terminale
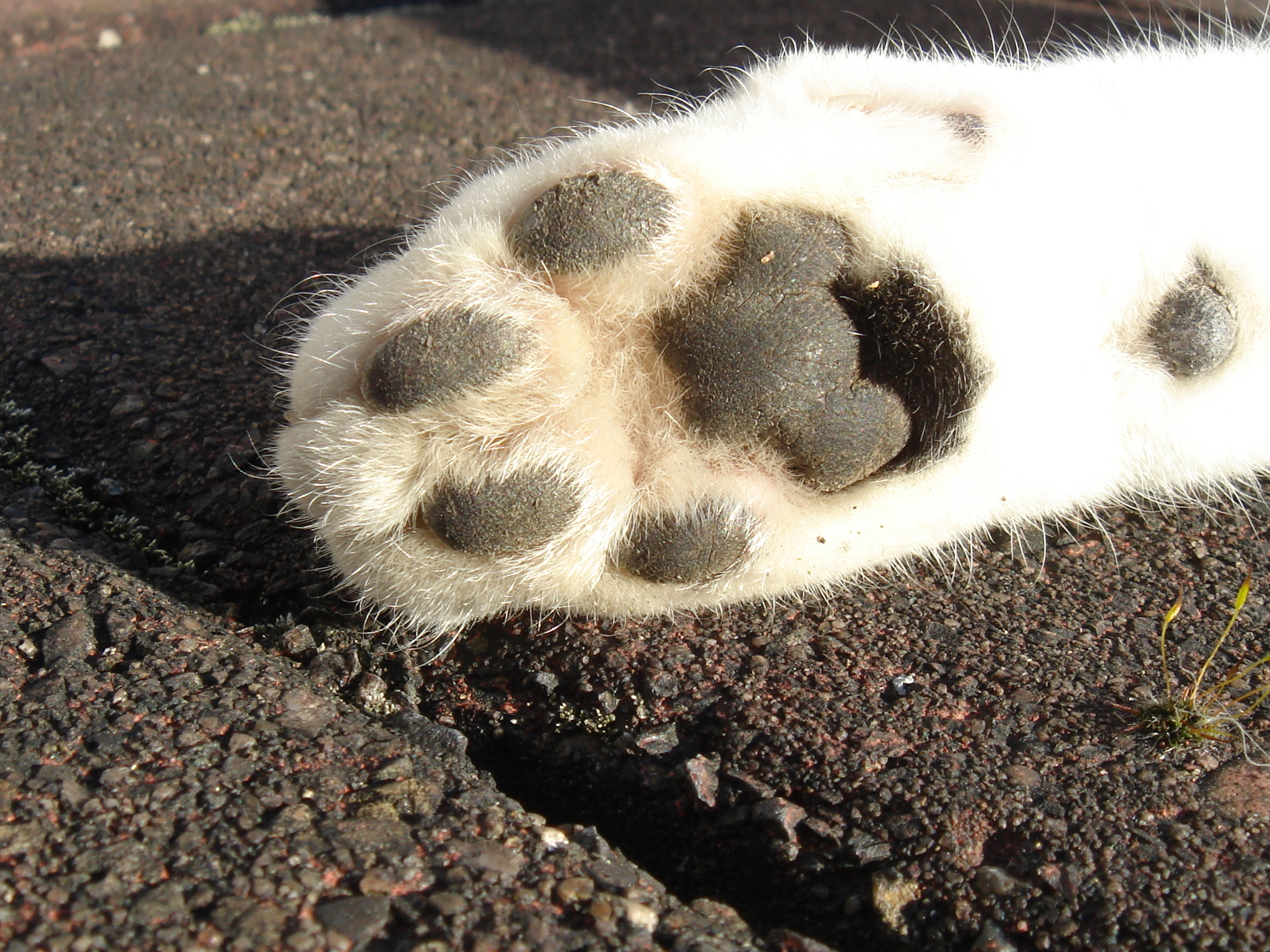
Pisica are 2 pernițe plantare pe talpă (o perniță metacarpală și o perniță carpală pe laba anterioară) și 4 pernițe digitale pe fețele ventrale ale falangelor terminale